# Mark Carleton-Smith

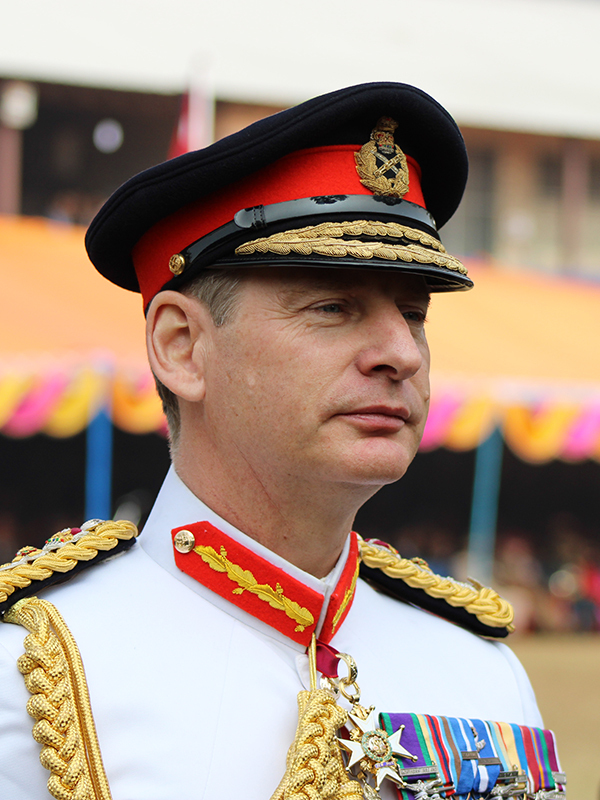
General Mark Carleton-Smith (2018)

Sir Mark Alexander Popham Carleton-Smith, KCB, CBE (* 9. Februar 1964 in Bielefeld) ist ein Offizier der British Army, der als General von 2018 bis 2022 Chef des Generalstabes der British Army war. Damit war er der ranghöchste Offizier der British Army innerhalb der Streitkräfte des Vereinigten Königreichs.

## Leben
Mark Alexander Popham Carleton-Smith, Sohn des späteren Generalmajor Michael Carleton-Smith, absolvierte seine schulische Ausbildung am Cheltenham College sowie am Eton College und begann 1982 ein Studium der Politikwissenschaft und Zeitgeschichte am Hatfield College der University of Durham, das er 1985 mit einem Bachelor of Arts (B. A.) beendete. Danach trat er als Leutnant (Second Lieutenant) in das Infanterieregiment Irish Guards ein und fand in der Folgezeit zahlreiche Verwendungen als Offizier und Stabsoffizier wie zum Beispiel als Kommandeur (Commanding Officer) des 22 Special Air Service Regiment, einem Regiment der Spezialstreitkräfte SAS (Special Air Service).
Als Brigadegeneral (Brigadier) wurde Carleton-Smith im Dezember 2006 Nachfolger von Brigadier Ed Butler als Kommandeur der 16. luftbeweglichen Brigade (16 Air Assault Brigade) und verblieb in dieser Funktion bis Oktober 2008, woraufhin Brigadier James Chiswell sein Nachfolger wurde. Unter seinem Kommando war die Brigade zwischen April und Oktober 2008 während des Krieges in Afghanistan stationiert. Nach seiner Rückkehr wurde er im Januar 2009 Nachfolger von Brigadegeneral Nick Carter Direktor der Abteilung Heeresplanung und Ressourcen (Director of Army Plans and Resources) im Generalstab des Heeres und bekleidete dieses Amt bis zu seiner Ablösung durch Brigadier Alistair S. Dickinson im Oktober 2011.
Im Februar 2012 löste Generalmajor (Major-General) Mark Carleton-Smith Generalmajor Jacko Page als Direktor Spezialstreitkräfte (Special Forces) ab und verblieb in dieser Verwendung bis April 2015, woraufhin erneut Generalmajor James Chiswell seine Nachfolge antrat. Anschließend kehrte er im April 2015 in den Generalstab des Heeres zurück und wurde dort erster Direktor für Heeresstrategien (Director, Army Strategy). Er hatte diesen Posten bis März 2016 inne und wurde daraufhin von Generalmajor James F. P. Swift als dortiger Nachfolger ersetzt. Mark Carleton-Smith wechselte daraufhin als Generalleutnant (Lieutenant-General) ins Verteidigungsministerium und löste dort im April 2016 Generalleutnant Gordon Messenger als stellvertretender Chef des Verteidigungsstabes für militärische Strategie und Operationen (Deputy Chief of the Defence Staff (Military Strategy and Operations)) ab. Auf diesem Posten verblieb er bis zu seiner Ablösung durch Douglas Chalmers im Juni 2018.
Im Juni 2018 wurde General Mark Alexander Popham Carleton-Smith erneut Nachfolger von General Nick Carter, und zwar dieses Mal als  Chef des Generalstabes (Chief of the General Staff) der British Army. Carleton-Smith, der auch Commander des Order of the British Empire (CBE) ist, wurde am 31. Dezember 2018 zum Knight Commander des Order of the Bath geschlagen und führt seither den Namenszusatz „Sir“.